# Премијер Саудијске Арабије
Премијер Саудијске Арабије је председавајући Савета министара и формални шеф владе краљевине Саудијске Арабије. Од владавине краља Фајсала, 1964. године, премијерско место заузима краљ.

## Историја
Уред је основан заједно са Вијећем министара 9. октобра 1953. декретом краља Сауда. Због немира унутар краљевске породице због његове владавине, Сауд је био принуђен да именује свог полубрата, престолонаследника Фајсала, за премијера. Текућа борба за моћ између њих двојице довела је до Фејсалове оставке 1960. године, што је омогућило Сауду да поврати узде владе, али континуирано незадовољство је довело до тога да се Фајсал вратио на место премијера 1962. године.
Након смене краља Сауда 1964. године, Фајсал га је наследио на месту краља и премијера. Од тада су ове две канцеларије спојене.
Међутим, од владавине краља Халида, други су урадили велики део „тешког дизања привреде“ јер краљ није хтео или није могао да изнесе посао, посебно пошто је краљевство постало геронтократија током 1990-их и 2000-их. Краљевски фаворити стекли су моћ да постану де факто премијери. Садашњи краљев син Мухамед ибн Салман, постао је главни помоћник свом оцу краљу Салману ел Сауду.

## Списак премијера
- Краљ Сауд: 9. октобар 1953 – 16. август 1954 (први пут)[тражи се извор]

Престолонаследник Фајсал: 16. август 1954 – 21. децембар 1960 (први пут)
- Краљ Сауд: 21. децембар 1960 – 31. октобар 1962 (други пут)

Престолонаследник Фајсал 31. октобар 1962 – 2. новембар 1964 (други пут)
Од времена преврата, краљевска и премијерско функција су једно те исто.
- Краљ Фајсал: 2. новембар 1964 – 25. март 1975 (трећи пут)
- Краљ Халид: 29. март 1975 – 13. јун 1982
- Краљ Фахд: 13. јун 1982 – 1. август 2005
- Краљ Абдулах: 1. август 2005 – 23. јануар 2015
- Краљ Салман: 23. јануар 2015 – данас

Списак премијера Саудијске Арабије (од 1932. до данас)
| Име владара                   | Животни век                                    | Почетак владавине   | Крај владавине                    | Белешке                                                                  | Династија | Слика                       |
| Абдулазиз Ибн Сауд عبد العزيز | 15. јануар 1875. — 9. новембар 1953. (78 год.) | 22. септембар 1932. | 9. новембар 1953. (природна смрт) | Владавина успостављена освајањем.                                        | Сауд      |                             |
| Сауд سعود                     | 15. јануар 1902. — 23. фебруар 1969. (67 год.) | 9. новембра 1953.   | 2. новембра 1964. (абдицирао)     | Син Абдулазиза Ибн Сауда и Вадхах бинт Мухамад бин 'Акаб.                | Сауд      | Сауд од Саудијске Арабије   |
| Фајсал فيصل                   | 14. април 1906. — 25. март 1975. (68 год.)     | 2. новембар 1964.   | 25. март 1975. (убијен)           | Син Абдулазиза Ибн Сауда и Тарфе ибн Абдулаха ибн Абдул-Латифа Ал Шеика. | Сауд      | Фејсал од Саудијске Арабије |
| Халид خالد                    | 13. фебруар 1913. — 13. јун 1982. (69 год.)    | 25. март 1975.      | 13. јуни 1982. (природна смрт)    | Син Абдулазиза Ибн Сауда и ал-Јавхара бинт Мусаида ибн Јилувија.         | Сауд      | Халид од Саудијске Арабије  |
| Фахд فهد                      | 16. март 1921. — 1. август 2005. (84 год.)     | 13. јун 1982.       | 1. август 2005. (природна смрт)   | Син Абдулазиза Ибн Сауда и Хасе бинт Ахмеда ас-Судаирија.                | Сауд      | Фахд од Саудијске Арабије   |
| Абдулах عبد الله              | 1. август 1924. — 22. јануар 2015. (90 год.)   | 1. август 2005.     | 23. јануар 2015. (природна смрт)  | Син Абдулазиза Ибн Сауда и Фахде бинт Аси ал-Шураима.                    | Сауд      |                             |
| Салман سلمان                  | 31. децембар 1935.                             | 23. јануар 2015.    | 27. септембар 2022.               | Син Сауда и Хасе бинт Ахмеда ас-Судаирија.                               | Сауд      | Салман од Саудијске Арабије |
| Мухамед محمد بن سلمان آل سعود | 31. август 1985.                               | 27. септембар 2022. | данас. (премијер)                 | Син Краља Салмана.                                                       | Сауд      | Мухамед ибн Салман          |

## Списак де факто премијера Саудијске Арабије
- Престолонаследник Фахд: 1975–1982; заменик премијера и главни саветник краља Халида.
- Престолонаследник Абдулах: 21. фебруар 1996 – 1. август 2005; регент уз краља Фахда.
- Мохамед ибн Абдулах ел-Нувејсир, шеф краљевског двора и шеф особља краља Абдулаха 1996(?)–2005
- Калед ел-Тувајри: шеф особља/приватни секретар и еминенција краљу Абдулаху са титулом председника Краљевског двора; 9. октобар 2005 – 23. јануар 2015
- Принц Мухамед ибн Салман шеф Краљевског суда, председавајући Савета за економска и развојна питања и министар одбране под краљем Салманом; 23. јануар 2015 – данас.[3]